# François Durutte
Pierre François Joseph Durutte (Douai, 13 juli 1767 - Ieper, 18 april 1827) was een Frans divisiegeneraal en comte d'Empire.

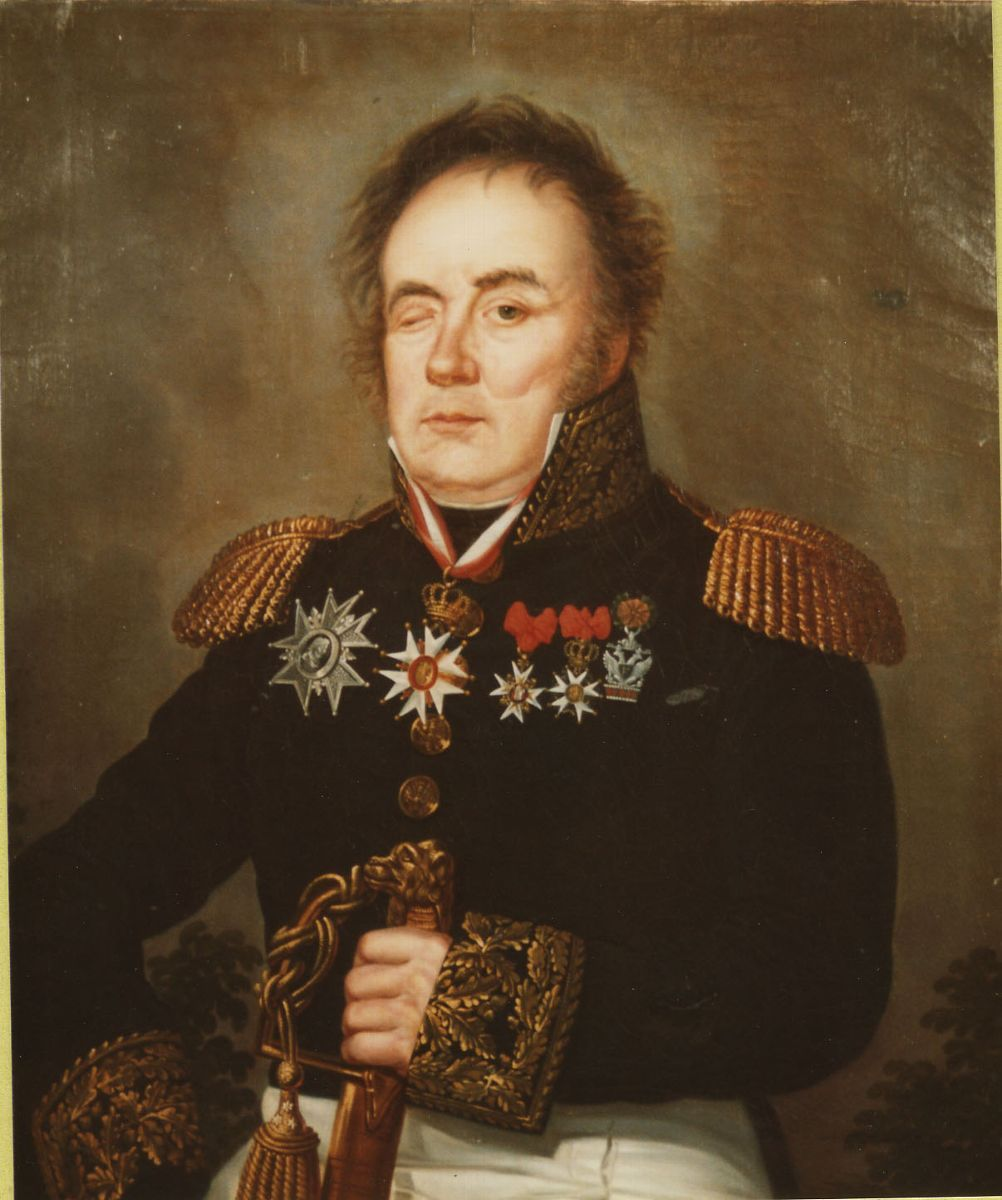
Generaal Pierre Durutte

## Levensloop
Behorende tot een welstellende handelaarsfamilie en na behoorlijke studies, nam hij in 1792 vrijwillig dienst in het Franse revolutionaire leger en liet zich door zijn strijdvaardigheid kennen voor de muren van Menen en Kortrijk en tijdens de Slag bij Jemappes.
Hij promoveerde tot hoger officier, na zijn deelname aan de stormloop in 1793 van het fort van Klundert en het Beleg van Willemstad (Noord-Brabant). Hij was stafchef tijdens de Slag bij Hondschoote en de inname van Ieper. Hij bleef verder stafchef in het leger van het Noorden, onder generaal Moreau. Hij vocht in Overijssel, Friesland en Zeeland en voerde bevel over de voorhoede van het leger van generaal Guillaume Brune in Noord-Holland. Zijn opgemerkte acties in Bergen op Zoom, Beverwijk en Castricum maakten dat hij bevorderd werd tot brigadegeneraal.

## Divisiegeneraal
Na de Vrede van Luneville werd hij commandant in het Leiedepartement en werd hij in 1803 divisiegeneraal. Hetzelfde jaar werd hij commandeur in het Legioen van Eer. Hij werd commandant van het kamp van Duinkerke, onder het bevel van generaal Louis Nicolas Davout.

## Tegen de Oostenrijkers en de Pruisen
Vanaf 1805 commandeerde hij de tiende militaire regio in Toulouse en nadien benoemde de hem vijandig gezinde Davout tot commandant van het eiland Elba. Deze ballingschap duurde drie jaar. Tijdens die jaren nam Durutte deel, onder de leiding van prins Eugène de Beauharnais, aan de campagne in Italië tegen de Oostenrijkers. In 1809 kon hij Venetië ontzetten, veroverde hij Treviso en won de Slag bij Tarvis.
Hij droeg ook bij tot het succes van de Slag bij Raab.
Hij signaleerde zich ook tijdens de Slag bij Wagram.
Toen het koninkrijk Holland bij het keizerrijk werd gevoegd, werd hij militair gouverneur van Amsterdam. Hij organiseerde de kustverdediging van Texel tot Ems. Wat later werd hij militair gouverneur van Berlijn en won er de waardering van koning Frederik Willem III van Pruisen.
In 1810 werd Durutte verheven tot baron d'empire en in 1813 bevorderd tot empiregraaf.

## Commandant van het Zevende Leger
Hij nam vervolgens het commando over troepen in Polen en trok op tegen Rusland. Hij hield weerstand tegen de Russen aan de brug van Kolkowisk.
Na de terugtocht uit Moskou hield hij halt in Warschau en spande zich in om het moreel van de soldaten opnieuw aan te wakkeren. Epidemies verplichtten hem de wijk te nemen: eerst naar Saksen, vervolgens naar Glogau. Tijdens de Slag bij Lützen (1813) droeg hij bij tot het succes.

## Gevechten in Duitsland en verdediging van Metz
In 1813 zette Durutte de vijandelijkheden verder en kon met succes weerstand bieden aan de vijandelijke cavalerie. In de Slag bij Leipzig bevocht hij de Zweedse troepen en het leger van Ferdinand von Wintzingerode.
In 1814 plooide Durutte zich op Metz terug en verdedigde deze stad tegen de belangrijke geallieerde strijdkrachten die ze omsingelden. Hij kon de vrije doortocht verzekeren naar Luxemburg, Thionville, Saarlouis, Saarbrücken enz. Hij kon beletten dat de vreemde troepen Metz veroverden.

## Restauratie en Honderd Dagen
Durutte erkende koning Lodewijk XVIII en werd door hem bevestigd als commandant van het Derde Leger. Hij verleende hem de titel van Grootofficier van de Legioen van Eer.
Hij reageerde negatief op de terugkeer van Napoleon en noemde ze een ramp, maar hij sloot zich niettemin bij hem aan. Hij streed moedig tijdens de Slag bij Waterloo en werd zwaar gewond.
Hij werd op non-actief geplaatst door de teruggekeerde Lodewijk XVIII en hij trok zich terug in zijn eigendom bij Ieper.